# Obilić
Obilić (serb.-cyr. Обилић, alb. Obiliq lub Kastrioti) – miasto w środkowym Kosowie (region Prisztina), siedziba gminy Obilić. 

Miejscowość liczy około 21 548 mieszkańców (2011). Miejscowość została założona w 1989, wchodzi w skład gminy prisztińskiej. Burmistrzem miasta jest Mehmet Krstiq.

## Ludność
Ponad 15 000 mieszkańców gminy to kosowscy Albańczycy, 2200 mieszkańców to Serbowie, 350 mieszkańców to Romowie, 300 to Egipcjanie Bałkańscy a 70 to bośniaccy Serbowie i inne narodowości.

## Pochodzenie nazwy miasta
Serbska nazwa miasta Obilić pochodzi od serbskiego bohatera narodowego Miloša Obilicia, który wsławił się zabiciem sułtana tureckiego Murada I podczas bitwy na Kosowym Polu.
Albańska nazwa miasta Kastrioti pochodzi od Skanderbega a właściwie Gjergj Kastrioti Skënderbeu, który był albańskim bohaterem narodowym.